# Randersbomben
Randersbomben var en bombe beregnet til en trotskistisk aktion mod en militærøvelse ved Randers i 1965.
NATO holdt en militærøvelse i marts 1965 ved Randers. En trotskist ved navn Søren Kanstrup fra København indlogerede sig i et hus nærved sammen med to andre trotskister. I huset konstruerede de en bombe af benzin og en plastikdunk. Ifølge Politiets Efterretningstjeneste (PET) var deres mål at bringe den til sprængningen i kroen i Hammershøj hvor øvelseshovedkvarteret befandt sig. Ifølge PET var deres plan kun at forårsage materiel skade. Da bombemændene kom til hovedkvarteret opdagede de at det var bevogtet og de opgav forehavendet og kørte tilbage.
Tilbage i huset sprang bomben ved et uheld. En mindreårig dreng kom til skade og den sprængte bygning faldt næsten sammen.
Kanstrup blev forsvaret af den kommunistiske forsvarsadvokat Carl Madsen. Retten i Randers idømte Kanstrup 60 dages fængsel, og dommen blev stadfæstet i Vestre Landsret.
En anden trotskistisk bombesag fra 1960'erne er Trotyl-sagen fra 1969.